# Jan Priiskorn Schmidt
Jan Priiskorn Schmidt (født 22. februar 1951 i København, død december 2023) var en dansk barneskuespiller.
Han blev født på Sankt Josephs Hospital og debuterede allerede som 9-årig og indspillede i alt 25 film. Hans sidste medvirken var i 1972.
Flere årtier efter, at Jan Priiskorn Schmidt medvirkede i sin sidste film, udtalte han sig om, hvordan det var at være barneskuespiller.

Jan Priiskorn Schmidt blev bisat i Holbæk 20. december 2023.

## Filmografi
| År   | Titel                                  | Rolle                                 | Noter                |
| ---- | -------------------------------------- | ------------------------------------- | -------------------- |
| 1960 | Flemming og Kvik                       | Flemmings lillebror, Søren Holm       |                      |
| 1961 | Mine tossede drenge                    | Williams lillebror, Tom               |                      |
| 1961 | Sorte Shara - Alarm i Østersøen        | dreng på Agersø                       |                      |
| 1961 | Flemming på kostskole                  | lillebroderen Søren                   |                      |
| 1961 | Soldaterkammerater på efterårsmanøvre  | skoleeleven Peter                     |                      |
| 1961 | Støv på hjernen                        | Claus - søn                           |                      |
| 1961 | 101 Dalmatinere - hund og hund imellem | hvalp                                 | stemme til tegnefilm |
| 1962 | Venus fra Vestø                        | Søren Severinsen                      |                      |
| 1962 | Den rige enke                          | Kaj, barnebarn af røgteren på Ellekær |                      |
| 1963 | Pigen og pressefotografen              | piccolo                               |                      |
| 1963 | Støv for alle pengene                  | deres søn                             |                      |
| 1963 | Peters landlov                         | deres søn, Thomas                     |                      |
| 1964 | Mord for åbent tæppe                   | autografjæger                         |                      |
| 1964 | Sommer i Tyrol                         | barnetjeneren Micky                   |                      |
| 1964 | Døden kommer til middag                | hendes søn, John                      |                      |
| 1965 | Pigen og millionæren                   | Orla, hjælper på skydebanen           |                      |
| 1965 | Een pige og 39 sømænd                  | messedrengen Holger                   |                      |
| 1965 | De blå undulater                       |                                       | tv-spil              |
| 1965 | Slå først, Frede                       | piccolo                               |                      |
| 1965 | Passer passer piger                    | Henriksens søn, Peter                 |                      |
| 1965 | Flådens friske fyre                    | Jan                                   |                      |
| 1966 | Min søsters børn                       | deres søn, Jan Berg                   |                      |
| 1967 | Min søsters børn på bryllupsrejse      | deres søn, Jan Berg                   |                      |
| 1968 | Min søsters børn vælter byen           | deres søn, Jan Berg                   |                      |
| 1971 | Min søsters børn når de er værst       | deres søn, Jan Berg                   |                      |
| 1972 | Rektor på sengekanten                  | skoleeleven Torben                    |                      |